# كلب ذئبي إيرلندي
الكلب الذئبي الإيرلندي (بالإنجليزية: The Irish Wolfhound)‏ هي سلالة أيرلندية من الكلاب الكبيرة التي تصيد بالاعتماد على البصر، وتعتبر من بين أكبر سلالات الكلاب حجما. نشأت في أواخر القرن التاسع عشر.